# TeVe Blad (equip ciclista)
L'equip TeVe Blad, conegut anteriorment com a Perlav i posteriorment com a Intral Renting, va ser un equip ciclista belga, de ciclisme en ruta que va competir entre 1983 i 1988.

## Principals resultats
- Nokere Koerse: Walter Schoonjans (1983), Patrick Versluys (1988)
- Gran Premi del 1r de maig - Premi d'honor Vic de Bruyne: Alain De Roo (1984), Jan Bogaert (1988)
- Circuit de Houtland: Ludo Frijns (1984), Willem Wijnant (1986)
- Campionat de Flandes: Dirk Heirweg (1987)

### A les grans voltes
- Giro d'Itàlia
  - 1 participacions (1983)
  - 0 victòries d'etapa:
  - 0 classificació finals:
  - 0 classificacions secundàries:

- Tour de França
  - 0 participacions

- Volta a Espanya
  - 0 participacions